# L'Affaire Christian Ranucci : Le Combat d'une mère
Pour les articles homonymes, voir Ranucci.
Pour l'affaire judiciaire ayant inspiré ce téléfilm, voir Affaire Christian Ranucci.
L'Affaire Christian Ranucci : le combat d'une mère est un téléfilm français réalisé par Denys Granier-Deferre réalisé en 2006 et diffusé en 2007.

## Synopsis
Le 5 juin 1974 Christian Ranucci, vingt ans, est interpellé à son domicile. Officiellement pour un délit de fuite après un accrochage qui a eu lieu deux jours plus tôt. En fait, il est soupçonné d'avoir enlevé la petite Caroline Couderc, et de l'avoir sauvagement assassinée. Un geste atroce, qui scandalise la France entière. En garde à vue, le petit frère de la victime ne reconnaît pas Christian Ranucci. Pas plus, dans un premier temps, qu'un couple témoin de l'accident. Après dix-huit heures d'interrogatoire, le jeune homme passe aux aveux et indique où il a caché l'arme du crime. Il se rétracte lors de la reconstitution, prétendant que les enquêteurs et les témoins l'ont simplement convaincu qu'il était l'auteur du crime. Il est vrai qu'il subsiste de nombreuses zones d'ombre. En outre, certains détails ne collent pas. Pourtant, seule la mère de l'accusé croit en son innocence. Le procès s'ouvre dans un climat tendu, quelques semaines après un autre meurtre d'enfant. Face à une opinion déchaînée, la mère de l'accusé fait front. Elle décide de tenter tout ce qui est en son pouvoir pour sauver son fils, qui sera condamné à mort et guillotiné, le président de la République ayant refusé de le gracier.

## Fiche technique
- Réalisation : Denys Granier-Deferre
- Scénario : Alain Godard
- Musique : Bernard Grimaldi
- Dates de diffusion : 24 janvier 2007 (RTL TVI) (Belgique), 29 janvier 2007 (TF1).

## Distribution
- Catherine Frot : Héloïse Mathon
- Alexandre Hamidi : Christian Ranucci
- Didier Flamand : le ténor du barreau
- Cyril Descours : Me Leplantier
- Hervé Briaux : Me Hubert
- Alain Cauchi : Le commissaire
- Yves Verhoeven : L'inspecteur principal
- Julien Tortora : Le jeune inspecteur
- Elvire Melliere : La juge d'instruction
- Françoise Pinkwasser : Mme Pirès
- Bertrand Milliot : Claude Barton
- Marianne Anska : Sophie Barton
- Frédéric van den Driessche : Me Badinter
- Gérard Bayle : L'avocat général
- Olivier Picq : Le président du tribunal
- Isis Eymery : La femme de chambre
- Mireille Viti : La patronne de l'hôtel
- Louis-Alexandre Fabre : Roger Pommard
- Yves Borrini : Paul Georges
- Agnès Regolo : Flore Delmas
- Thierry Ragueneau : Le journaliste de Troyes
- Bruno Cecillon : Le père Caroline
- Jean-Roger Renucci : M. Martel
- Jean-Pierre de Tugny : Le contremaître
- Jean Nehr : Le témoin avec le chien
- Antoine Coesens : Paul Di Pietro
- Gérard Dubouche : Gilbert Costes
- Dominick Breuil : Christian Tilleul
- Georges Neri : Le patron du restaurant

## Erreurs ou adaptations volontaires
Il semblerait, en comparant ce film au reportage sur le sujet présenté dans le cadre de l'émission de télévision Faites entrer l'accusé, que certains éléments ne soient pas totalement en accord avec les faits (comme c'est souvent le cas dans ce genre d'affaires) :
- Le corps a été découvert par un promeneur, alors que dans la réalité ce sont des gendarmes en grand nombre à la suite de témoignages.
- Christian Ranucci, dans cette fiction, est arrêté et interrogé pour un accident et un délit de fuite par des policiers marseillais, alors qu'en réalité, il a été arrêté à Nice et interrogé à ce sujet par des gendarmes ;
- durant le procès, la présence des victimes et de leur avocat (Me Gilbert Collard) n'est pas mentionnée ;
- on voit la cour se retirer après le réquisitoire de l'avocat général, alors que la parole avait été donnée de nouveau à la défense (c'est pour ce motif que le pourvoi en cassation a été refusé) ;
- avant de l'emmener sur les lieux de l'exécution les gardiens arrachent de son lit Ranucci, qui se met à crier « Maman ». Or le condamné s'est levé de lui-même et a dit « Je vais le dire à mes avocats » (ne sachant pas qu'ils étaient là et se croyant agressé) ;
- après le réquisitoire (caricaturé) de l'avocat général, on voit les avocats dans la salle d'audience vide essayer de convaincre sa mère de plaider les circonstances atténuantes, ce qui est impossible, les avocats n'ayant pas obtenu de suspension d'audience ;
- concernant l'énoncé du verdict, il est dit que Ranucci est reconnu coupable d' « assassinat avec préméditation », alors qu'il n'a été reconnu coupable que d'enlèvement de mineur et de meurtre concomitant.

De plus, quelques scènes sont peu crédibles :
- La fiction semble se dérouler en automne, au vu des habits portés et des feuilles mortes, et non par des chaudes journées de juin.
- L'hôtel restaurant est désert car les gens sont partis à l'enterrement, comme si Marseille était un village, et non une ville de 800 000 habitants.